# Эльхарар, Карин
Карин Эльхарар (ивр. קָארִין אֶלְהָרָר-הָרְטְשְׂטֵיין‎; род. 9 октября 1977, Яффа) — израильский политический и государственный деятель. Член центристской партии «Еш Атид». Министр национальной инфраструктуры, энергетики и водоснабжения Израиля в 36-м правительстве Израиля (2021—2022). Первая женщина-министр с инвалидностью в истории Израиля. Депутат кнессета с 2013 года.

## Биография
Родилась 9 октября 1977 года в городе Яффа.
Получила степень бакалавра по юриспруденции в College of Management Academic Studies (COLMAN). Степень магистра по юриспруденции получила в Вашингтонском колледже права Американского университета.
Страдает мышечной дистрофией и пользуется инвалидной коляской. За физическую неполноценность её дважды оскорблял скандальный депутат кнессета Орен Хазан.